# Kanton Rijsel-3
Kanton Rijsel-3 (Frans: Canton de Lille-3) is een kanton in het Franse Noorderdepartement. Het kanton maakt deel uit van het arrondissement Rijsel. Het kanton Rijsel-3 bestaat uit één gemeente en een gedeelte van de gemeente Rijsel (Frans: Lille).  Het kanton is in 2015 gevormd uit het voormalige kanton Rijsel-Oost (geheel) en een gedeelte van het voormalige kanton Rijsel-Noord-Oost.

## Gemeenten
Het kanton Rijsel-3 bevat de volgende gemeenten:
- Mons-en-Barœul
- Rijsel (Frans: Lille) (gedeeltelijk) (hoofdplaats)